# کیم نام-هوی
کیم نام-هوی (انگلیسی: Kim Nam-hui؛ زادهٔ ۴ مارس ۱۹۹۴) بازیکن فوتبال زن اهل کره شمالی است.
وی همچنین در تیم ملی فوتبال زنان کره شمالی بازی کرده است.